# Dammstadt

Siegel der Dammstadt

Holzschnitt 1586: Hinten Hildesheim, vorn Moritzberg, dazwischen die Reste der Dammstadt

Die Dammstadt war eine kurzlebige mittelalterliche Stadtneugründung in unmittelbarer Nachbarschaft der seinerzeitigen Stadt Hildesheim. Umschlossen wurde die Stadt von der Innerste, dem Kupferstrang sowie Trillke- und Blänkebach.

## Geschichte
Die Dammstadt wurde 1196 durch den Propst Poppo des Mauritiusstifts gegründet. Propst Poppo siedelte gezielt flandrische Kaufleute unmittelbar westlich der noch zur Bischofsstadt gehörenden Andreaskirche an, auf dem dem Kloster gehörenden, durch die nahe Innerste recht feuchten Wiesengelände beiderseits des Ost-West-Handelsweges. Die Stadtherrschaft übte der Vogt des Moritzstiftes aus. Bereits 1232 gestand er den Bewohnern die Wahl eines eigenen Bürgermeisters und zweier Ratsherren zu. Im selben Jahr wurde die Dammstadt durch eine weitere Siedlung südlich des Dammweges erweitert.
1232 erhielt die Dammstadt durch Lippold, den Vogt des Moritzstiftes, außerdem städtische Rechte.
Überliefert sind die Existenz eines Marktplatzes und eines Rathauses sowie die Namen von vier Straßen, die die Dammstadt durchzogen: Kramerstraße, Nicolaistraße, Engestraße, Stovenstraße. Bischof Otto teilte der Dammstadt als Gerichtsstätte einen Hügel unweit südlich von Himmelsthür zu, der noch heute „Gallberg“ genannt wird.
Bereits 1332 endete die Geschichte der Dammstadt. In der Weihnachtsnacht wurde sie völlig niedergebrannt und die meisten Bewohner getötet. Nur wenige konnten entkommen und fanden Zuflucht auf dem Moritzberg. Die Dammstadt hatte zuvor den vom Domkapitel gewählten Heinrich III. von Braunschweig-Lüneburg als Kandidaten für das Amt des Hildesheimer Bischofs unterstützt, die Bischofsstadt hatte sich dagegen ab Oktober 1332 von ihm ab- und dem von Papst Johannes XXII. ernannten Erich von Holstein-Schauenburg zugewandt, und letzterer veranlasste den Angriff. Ob neben Truppen Erichs Hildesheimer Bürger überhaupt daran teilnahmen, wie vielfach behauptet wird, ist ungeklärt.
Die wirtschaftliche Konkurrenz insbesondere durch die Tuchmacher und -händler der Dammstadt war den Bürgern der Altstadt unerwünscht. Bereits 1298 hatte der Hildesheimer Rat den Dammbewohnern den Tuchhandel verboten, und erst Bischof Heinrich II. von Woldenberg hob dieses Verbot auf. Vor allem befürchteten die Altstädter, dass die befestigte Schwesterstadt den aus Westen kommenden Handelsverkehr abriegeln könnte. 1288 hatte die Dammstadt zu Wällen und Gräben eine feste Mauer erhalten, und erst 1331 waren die Befestigungen noch verstärkt worden. Die Namen der Stadttore sind überliefert mit Bergtor, Beiersches Tor, Steintor und Dammtor.
Nachdem Herzog Heinrich sich im Streit um den Bischofsstuhl durchgesetzt hatte, lief die Bürgerschaft der Altstadt wieder zu ihm über. In der Folge wurde unter Vermittlung der Städte Braunschweig und Goslar ein  Vergleich zwischen dem Rat der Stadt Hildesheim und dem Bischof getroffen. Nach dieser Sona Dammonis (was zumeist mit Dammsühne übersetzt wird) vom 26. März 1333 hatte die Stadt 1.000 Silbermark an den Bischof zu zahlen, das Äquivalent von etwa zweieinhalb Zentnern Silber, wodurch der Haushalt mehrere Jahre hindurch stark belastet wurde. Dafür erhielt sie das Gebiet der Dammstadt zugesprochen, übernahm deren alte Ostmauer und dehnte ihre Befestigung somit über die Innerste hinaus nach Westen aus.

## Erinnerung und Funde
An die Dammstadt erinnern heute noch die Hildesheimer Straßennamen Dammstraße und Dammtor. Der 1311 angelegte nördliche Stadtgraben der Dammstadt, der südlich der heutigen Michelsenschule verlief, wurde in den 1920er Jahren zugeschüttet.

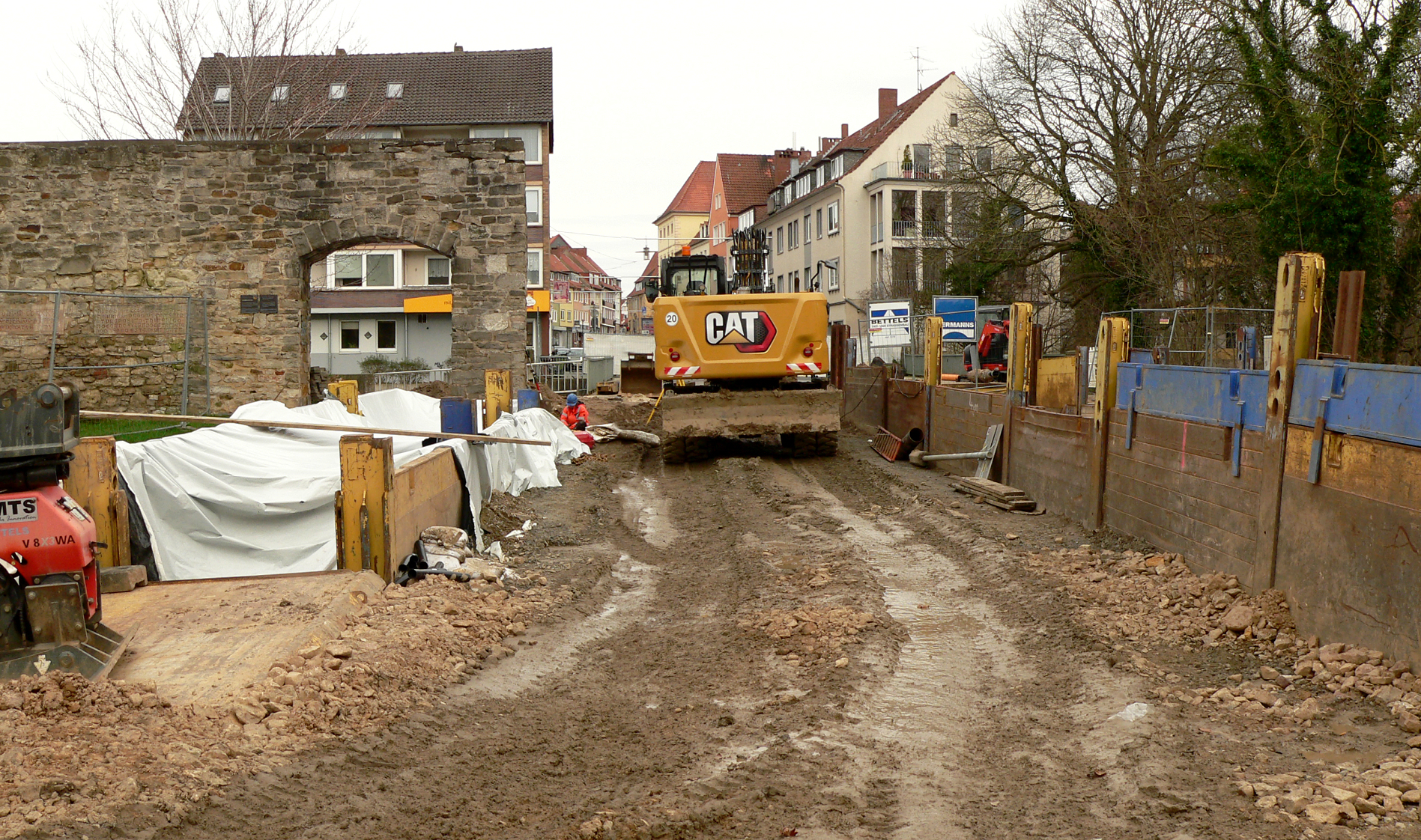
Baustelle mit Fundstelle der mittelalterlichen Innerste-Brücke, 2024

2022 wurden bei Straßenbauarbeiten unter der Dammstraße Reste der mittelalterlichen Innerste-Brücke aus dem 12. Jahrhundert gefunden, welche die Dammstadt mit Hildesheim verband. 2023 erfolgt eine bauhistorische Untersuchung der Brückenreste durch das Institut für Baugeschichte der TU Braunschweig. Da das Mauerwerk der Brücke seit Jahrhunderten versiegelt im Boden liegt, wollen die Forscher mit ihren Untersuchungen Erkenntnisse über die mittelalterliche Bautechnik, Veränderungen im Dreißigjährigen Krieg, Reparaturen des 19. Jahrhunderts und die Zerstörung von 1945 erlangen.